# Fyzika pevných látek
Fyzika pevných látek je část fyziky, která studuje makroskopické vlastnosti pevných látek, přičemž se vlastnosti pevných látek pokouší popsat pomocí kvantově mechanických modelů, které pevnou látku chápou jako skupinu velkého počtu částic. Tyto částice v reálné látce představují molekuly, atomy, ionty, elektrony apod. Ke studiu takového souboru s velkým počtem částic se používají metody statistické fyziky.
Fyzika pevných látek využívá nejen kvantovou mechaniku a statistickou fyziku, ale také další fyzikální obory, např. mechaniku, termodynamiku, elektromagnetismus, znalost vlnění, atomovou fyziku aj.

## Využití
Fyzika pevných látek má velké technické využití, především při vytváření nových materiálů se specifickými vlastnostmi.